# Кожолянко Георгій Костянтинович
Георгій Костянтинович Кожолянко (27 червня 1946, с. Кам'яна Сторожинецького району Чернівецької області — 10 січня 2019, м. Чернівці, похований в с. Кам'яна) — етнограф, доктор історичних наук, професор Чернівецького національного університету ім. Юрія Федьковича.

## Біографія
Народився в с. Кам'яна Сторожинецького району Чернівецької області, Україна. Закінчив історичний факультет Чернівецького держуніверситету, аспірантуру при Інституті історії АН УРСР. Працював старшим лаборантом, викладачем, доцентом, завідувачем кафедри історії стародавнього світу і середніх віків, завідувачем кафедри етнології, античної та середньовічної історії Чернівецького національного університету ім. Юрія Федьковича, з 2006 р. — професор цієї кафедри.

## Науково-педагогічна діяльність
Підготував близько 400 наукових та науково-методичних праць: «Матеріальна культура населення північної Буковини», «Етнографія Буковини» (3 томи), «Народне житло українців Буковини та Івано-Франківщини», «Буковинське народознавство. Громадський та сімейний побут українців. Народне житло. Народн іжа. Календарна обрядовість» (4 книги), «Духовна культура українців Буковини», «Народознавство. Українознавство».

## Редакційна діяльність
З 1992 р. Георгій Кожолянко — член редакційних колегій закордонних часописів: «Гуцульщина», журналу все гуцульської єдності — гуцулів Західної діаспори (Торонто, Канада), «Вісті українсько-буковинської громади» (Торонто, Онтаріо, Канада), українських часописів: «Буковинський журнал», всеукраїнського журналу «Берегиня», науково-історичних вісників Чернівецького національного університету ім. Юрія Федьковича, Кам'янець-Подільського національного університету ім. Івана Огієнка, Прикарпатського національного університету ім. Василя Стефаника. З 1997 р. — редактор «Буковинського історико-етнографічного вісника», 3 2002 р. — науковий редактор історико-етнографічного видання «Питання стародавньої та середньовічної історії, археології й етнології» Чернівецького національного університету ім. Юрія Федьковича.

## Громадська діяльність
З 1966 р. — голова Буковинського етнографічного товариства, з 1998 по 2005 рр. — голова осередку товариства «Просвіта» історичного факультету ЧНУ ім. Юрія Федьковича, у 2005—2006 рр. — голова Чернівецького обласного об'єднання Всеукраїнського товариства «Просвіта ім. Т. Шевченка», у 2006—2010 рр. — голова обласної ради з питань культури та духовності при Чернівецькій обласній державній адміністрації, у 2006—2011 рр. — депутат Чернівецької обласної ради.

## Відзнаки, нагороди
- Лауреат літературно-мистецької премії ім. Сидора Воробкевича (2007).
- Медаль «Будівничий України» (2007).
- «За заслуги» — відзнака Чернівецької державної адміністрації (2010).